# Departamentul Ahuachapán
Departamentul Ahuachapán este una dintre cele 14 unități administrativ-teritoriale de gradul I  ale statului  El Salvador. La recensământul din 2007 avea o populație de 319.503 locuitori. Reședința sa este orașul Ahuachapán. A luat naștere prin decret legal emis la data de 9 februarie 1869.